# Fritz Heinrich Klein
Fritz Heinrich Klein (ur. 2 lutego 1892 w Budapeszcie, zm. 12 lipca 1977 w Linzu) – austriacki kompozytor i teoretyk muzyki.

## Życiorys
Jako dziecko pobierał lekcje gry na fortepianie od ojca, później studiował w Wiedniu pod kierunkiem Arnolda Schönberga i Albana Berga. Pracował jako pedagog, w latach 1932–1957 był wykładowcą przedmiotów teoretycznych w konserwatorium muzycznym im. Antona Brucknera w Linzu. Jako teoretyk wywarł wpływ na twórczość kompozytorów drugiej szkoły wiedeńskiej. W utworze na fortepian na 4 ręce Die Maschine — Eine extonale Selbstsatire (1921, wyk. Nowy Jork 1924), opublikowanym pod pseudonimem Heautontimorumenos, zastosował po raz pierwszy elementy serii dwunastotonowych, rozwiniętych później przez Schönberga w ramach dodekafonii. Swoje poglądy teoretyczne na temat materiału dwunastotonowego zawarł w artykule Die Grenze der Halbtonwelt (opubl. w „Die Musik” XVII, 1924/1925).
Komponował utwory orkiestrowe, kameralne i instrumentalne, m.in. Partitę na 6 instrumentów (1953), Divertimento na smyczki (1954), Ein musikalisches Fliessband na orkiestrę (1960), Musikalisches Tagebuch na orkiestrę (1970) oraz operę Nostradamus. Dokonał również wyciągów fortepianowych z opery Wozzeck i Koncertu fortepianowego Albana Berga.